# Roseta de Klemperer

Una roseta hexagonal simple con dos tipos de cuerpos

Una roseta de Klemperer es un sistema gravitatorio de cuerpos con distintas masas que orbitan según un patrón periódico regular alrededor de un baricentro común. Fue descrito por primera vez por el pionero de la aviación austríaco de origen alemán Wolfgang Klemperer (1893-1965) en 1962.

## Propiedades
Klemperer describió el sistema de la siguiente manera:

Tal simetría también es poseída por una peculiar familia de configuraciones geométricas que pueden describirse como "rosetas". En estas configuraciones, un número par de 'planetas' de dos (o más) clases, uno (o algunos) más pesados que otros, pero todos los conjuntos de igual masa, se colocan en las esquinas de dos (o más) polígonos regulares intercalados de modo que los más ligeros y más pesados se alternan (o se siguen uno al otro de manera cíclica).

La roseta más simple sería una serie de cuatro cuerpos alternados (dos pesados y dos ligeros), situados a 90 grados unos de otros, en una configuración rómbica [pesado, ligero, pesado, ligero], donde las dos masas más pesadas son iguales entre sí, al igual que las dos más ligeras. El número de "tipos de masa" puede aumentarse, siempre que el patrón de disposición sea cíclico: por ejemplo, [1,2,3 ... 1,2,3], [1,2,3,4,5 ... 1,2,3,4,5], [1,2,3,3,2 , 1 ... 1,2,3,3,2,1] etc.
Klemperer también describió las rosetas octogonales y las romboidales. Si bien todas las rosetas de Klemperer son vulnerables a la desestabilización, la roseta hexagonal tiene una estabilidad extra debido a que los "planetas" se encuentran en cada uno de los puntos de Lagrange L4 y L5.

## Mal uso y errores de ortografía

Una roseta pentagonal según se describe en la novela de Larry Niven titulada Mundo Anillo.

El término roseta de Klemperer (en ocasiones mal escrito como roseta de "Kemplerer") a menudo se usa para denominar a una configuración de tres o más masas iguales, situadas en los vértices de un polígono equilátero, que están dotadas de la misma velocidad angular con respecto a su centro de masas.
Klemperer sí menciona esta configuración al comienzo de su artículo, pero solo como un conjunto ya conocido de sistemas de equilibrio antes de introducir las rosetas reales.
En la novela de Larry Niven titulada Mundo Anillo, la raza de los Titerotes de Pierson habita en la "Flota de Mundos", una configuración de este tipo (con 5 planetas espaciados en los vértices de un pentágono regular) que Niven menciona como una "roseta de Kemplerer". Este error ortográfico y mal uso del concepto (probablemente intencionado con fines literarios) es una posible fuente de esta confusión. Otra es la similitud entre el nombre de Klemperer y el de Johannes Kepler, quien describió las primeras leyes del movimiento planetario precisas en el siglo XVII. Es notable que en el relato se menciona que estos planetas ficticios fueran mantenidos en posición por grandes motores además de la fuerza de la gravedad.

## Inestabilidad
Las simulaciones de este sistema (o un análisis simple de perturbaciones lineales) demuestran que tales sistemas son inestables: cualquier movimiento que se aleje de la configuración geométrica perfecta provoca una oscilación, que eventualmente lleva a la descomposición del sistema (el artículo original de Klemperer también expone este hecho). Este es el caso si el centro de la roseta está en el espacio libre, o si está en órbita alrededor de una estrella. En pocas palabras, la razón es que cualquier perturbación destruye la simetría, lo que aumenta la perturbación, lo que daña aún más la simetría, y así sucesivamente.
Una explicación más detallada es que cualquier perturbación tangencial acerca un cuerpo a un vecino y lo aleja de otro; el desequilibrio gravitacional se vuelve mayor hacia el vecino más cercano y menos hacia el vecino más alejado, arrastrando el objeto perturbado más hacia su vecino más cercano, amplificando la perturbación en lugar de amortiguarla. Una perturbación radial hacia adentro hace que el cuerpo perturbado se acerque a todos los otros objetos, aumentando la fuerza sobre el objeto y aumentando su velocidad orbital, lo que conduce indirectamente a una perturbación tangencial y al argumento anterior.